# アレジア・フィールドバーグ

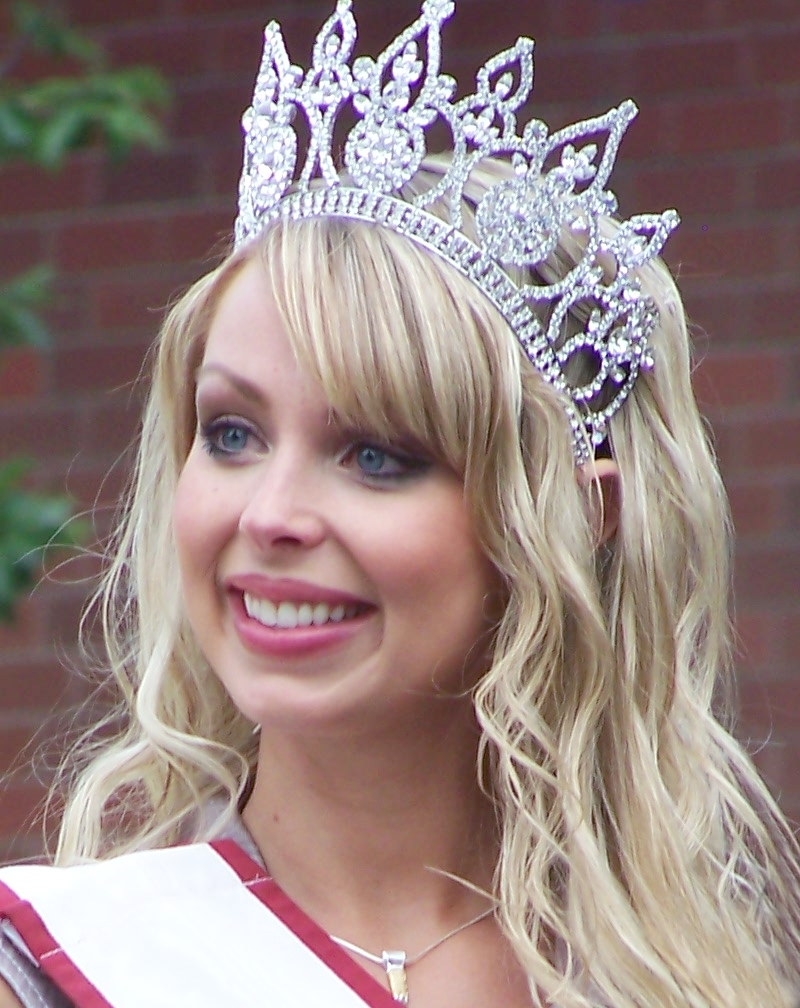
アレジア・フィールドバーグ

アレジア・フィールドバーグ（英語: Alesia Fieldberg）は、2007年8月18日に開催されたミス・カナダ・インターナショナルに選ばれた女性 。また、その前の2007年3月17日にミス・カルガリーに選ばれている。